# Partenope
Partenope er en opera af Georg Friedrich Händel.  
Operaen er sjældent opført i nutiden. Den blev i 2008 opført på Det Kongelige Teater med Andreas Scholl, Lars Ulrik Mortensen og Francesco Gerin.